# Parasemia nigrociliata
Parasemia nigrociliata là một loài bướm đêm thuộc phân họ Arctiinae, họ Erebidae.